# (953) Painleva
(953) Painleva – planetoida z pasa głównego asteroid okrążająca Słońce w ciągu 4 lat i 242 dni w średniej odległości 2,79 au. Została odkryta 29 kwietnia 1921 roku w Algiers Observatory w Algierze przez Benjamina Żechowskiego. Nazwa pochodzi od Paula Painlevé, francuskiego matematyka i premiera. Przed nadaniem nazwy planetoida nosiła oznaczenie tymczasowe (953) 1921 JT.